# Genasinakuni, Sagar
Genasinakuni là một làng thuộc tehsil Sagar, huyện Shimoga, bang Karnataka, Ấn Độ.